# Mona Seif
Mona Seif (àrab egipci: سيف, IPA: el Caire, 12 de març de 1986) és una activista pels drets humans egípcia coneguda per la seva participació en moviments dissidents durant i després de la revolució egípcia de 2011, pel seu ús creatiu de les xarxes socials en campanyes i pel seu treball per posar fi a les proves militars contra protestants civils. És biòloga i investiga el BRCA1, gen del càncer de mama.

## Orígens
Mona Seif va créixer en una família d'activistes, i la política va ser un tema de discussió constant durant la seva infància. El seu pare, Ahmed Seif, que va morir en 2014, era un advocat de drets humans i un dirigent de l'oposició que va passar cinc anys a la presó, on va ser torturat, durant el règim de Mubarak. La seva mare, Laila Soueif, és també activista i professora de matemàtiques. Va ajudar a organitzar manifestacions contra el règim de Mubarak durant les dècades abans de la seva caiguda. La seva mare "és coneguda als carrers com atrevida i valent, i s'ha enfrontat en nombroses ocasions a policies amb porras només amb la seva veu mordaç i ressonant i ulls d'acer".
El germà de Seif, Alaa Abd El-Fattah, va cocrear el blog egipci agregador Manalaa i el 2005 va començar a documentar abusos fets pel règim de Mubarak. Alaa va ser arrestat en una manifestació en 2006 i va ser empresonat per 45 dies, temps en què Mona i la seva dona Manal van ajudar a organitzar una campanya en línia per alliberar-lo. La germana més jove dels Seif, Sanaa Seif, també ha estat activista.
Seif és graduada en biologia oncològica. Està estudiant el gen BRCA1 del càncer de mama i el seu patró de mutació en pacients egipcis. Diu que té dues professions a temps complet: una en la recerca del càncer, i una altra en activisme de drets humans.

## Revolució egípcia de 2011

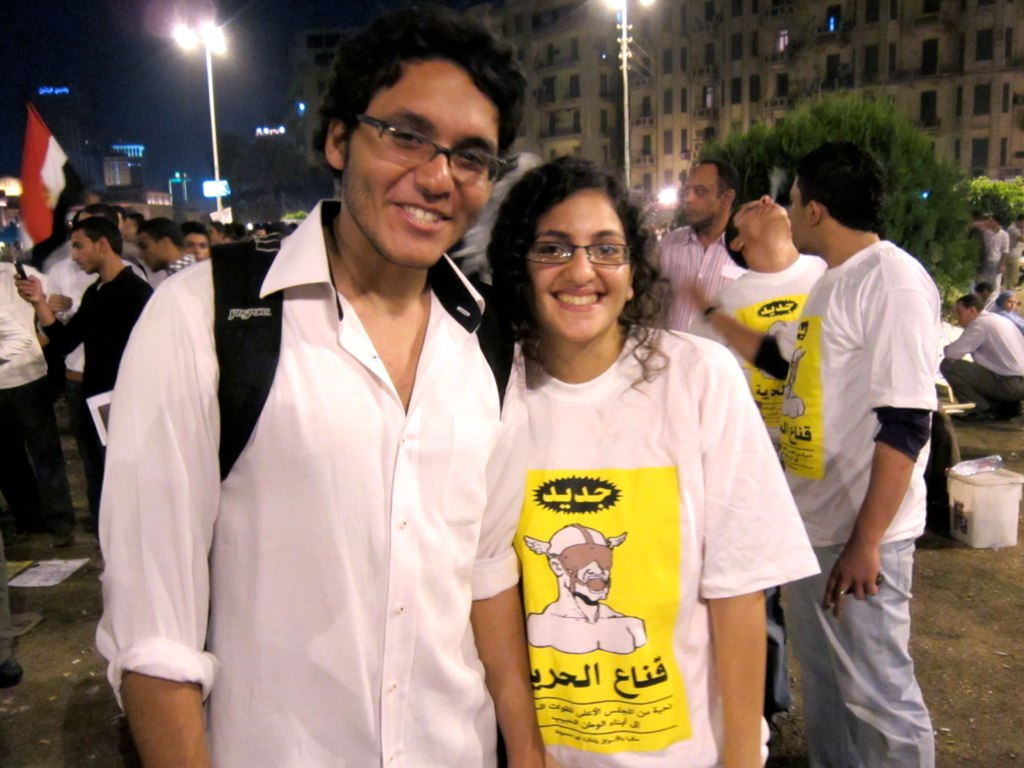
Nour (Fill de Ayman Nour) i Mona Seif.

Durant l'any previ a la revolució, Mona es va implicar en el moviment dissident, promovent la conscienciació i participant en manifestacions. Entre el 25 de gener i el 5 de febrer de 2011, els membres de la seva família immediata i molts parents llunyans van participar en les protestes a la plaça Tahrir. Seif recorda que "Va ser un moment que va canviar la vida a la majoria de persones que hi havia a la plaça Tahrir. Es podia veure com disparaven a la gent...".

## Després de Mubarak

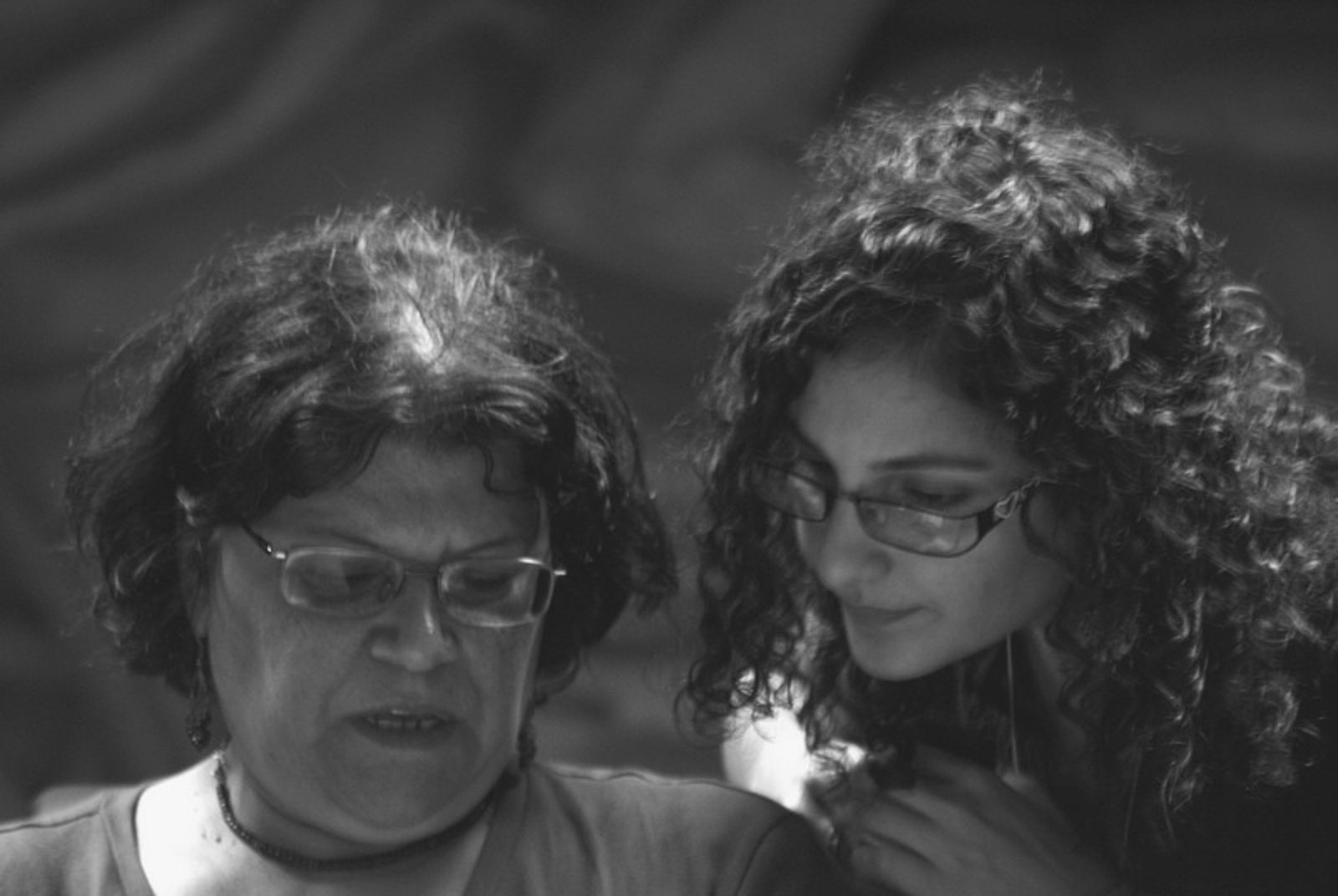
Dr. Aida Seif El Dawla i Mona Seif a la conferència contra la tortura

Seif va ser cofundadora de "No to Military Trials for Civilians", un grup que lluita per l'alliberament de les persones detingudes durant la revolució; per a la fi dels judicis a civils en tribunals militars; pel traspàs de tots els civils esperant judici a la jurisdicció de tribunals civils; i per la recerca d'al·legacions de tortura que impliquen a la policia militar. Seif va escriure en el seu blog Ma3t sobre l'execució de mesures severes de la policia militar en els manifestants de Tahir i demanava que les persones informessin de les seves històries per a donar-les a conèixer.
Ha criticat les accions del cos governant interí d'Egipte, el Consell Suprem de les Forces Armades (SCAF) sobre l'alliberament de manifestants sense exoneració total, afirmant que: “El fet que hagin suspès les seves condemnes no els dona l'orgull que mereixen com a revolucionaris que no van fer gens incorrecte."
Seif calcula que els tribunals militars han sentenciat aproximadament 7.000 civils des de l'expulsió de Hosni Mubarak el febrer de 2011. Assenyala que hi ha hagut un canvi en l'enfocament del SCAF des de març i que els manifestants ara reben sentències suspeses en lloc de les condemnes de 3 a 5 anys que rebien prèviament; que es podria deure a la pressió de grups internacionals de drets humans.
Ha continuat criticant les tàctiques del SCAF: "Tenim proves que els militars ara mateix estan fixant els seus objectius en els manifestants. Van escollir figures públiques conegudes de les protestes en Tahrir. Persones famoses entre la gent a les quals van torturar i pegar... I si llegeixes o escoltes els testimonis d'aquells que van ser alliberats, que són pocs, encara tenim molta gent arrestada anticonstitucionalment." I pots veure que no és tan sols que estan sent torturats o pegats, sinó que també hi ha una part de l'Exèrcit que intenta trencar l'esperit revolucionari."
Part del projecte de Seif implica demanar als detinguts que han estat alliberats que documentin el que els va passar. En alguns casos diu que ha aconseguit el seu testimoni immediatament després del seu alliberament i, per tant, ha aconseguit gravar blaus i cremades. Seif opina que en aquests casos l'única forma de lluitar contra aquests fets és a través d'internet.
Al 2012, Seif va ser finalista del premi "The Front Line Defenders Award", que finalment va ser atorgat al bloguer sirià Razan Ghazzawi.

## Controvèrsia
Quan l'abril de 2013 es va anunciar que Seif era una de les finalistes del Premi Martin Ennals per a defensors de drets humans presentat per Human Rights Watch, tant ella com HRW van ser criticats pel que alguns van considerar "prendre una ferma postura pro-Palestina". Les acusacions específiques, fetes per UN WATCH a favor del sionisme, consistien en la denúncia de tweets de Seif en les quals aquesta recolzava, suposadament, la violència en forma d'atacs al conducte de gas egipci que proveeix Israel i Jordània; en la invasió de l'ambaixada israeliana al Cairo i en atacs en míssils a Israel. Les acusacions van ser examinades i rebutjades detalladament per Scott Long, que va negar que els 3 tweets, dels 93.000 que va examinar, mostressin proves de qualsevol suport a la violència.